# 문경 모전들소리
문경 모전들소리는 대한민국 경상북도 문경시 모전동 일대에서 전승해온 노동요와 의식요 및 유희요를 뜻한다. 모전들소리보존회의 모태는 '모전중신기농악대'로 1900년경부터 빈농들이 이 지역에 모이면서 연희되어 오다가 1940년대에 농악대가 정식으로 형성되어 현재까지 이어지고 있다.
2020년 4월 9일 경상북도의 무형문화재 제46호로 지정되었다.

## 지정 사유
문경 모전들소리는 문경시 모전동 일대에서 전승해온 노동요와 의식요 및 유희요를 뜻한다. 모전들소리보존회의 모태는 '모전중신기농악대'로 1900년경부터 빈농들이 이 지역에 모이면서 연희되어 오다가 1940년대에 농악대가 정식으로 형성되어 현재까지 이어지고 있다.
일제 강점기의 농악대는 양수봉이라는 3대 상쇠를 통해 전승되어 현재 소리꾼 중심인물 5명 중 4명에게 전수하는 등 명확한 전승계보의 역사성이 입증되었다. 연행 확인 결과 음악적 측면에서 선율은 대부분 경상도 지역의 메나리토리로 구성되었으나, 인접한 상주, 예천지역의 소리와 다르고 강원도 소리와도 다른 문경 지역만의 독특한 소리가 있어 고유한 지역적 특색을 확인 할 수 있었다.
또한 '장원질 소리'의 연행부분에서 상여소리를 삶과 죽음을 넘어선 일과 놀이의 일상으로 승화시키는 문경 지역민들의 독특한 사고도 모전들소리의 고유한 향토성으로 남아있고, 모전 들소리를 이끄는 다수의 탄탄한 소리꾼들을 보유하고있어 향후 무형문화재의 계승에도 긍정적으로 종합적인 판단하여 경상북도 무형문화재 지정한다.
다만 공동체의식을 강조하는 종목의 특성상 개인보유자를 인정하지 않고, 보존회 중심의 단체종목 도무형문화재로 지정하기로 한다.

## 보유자
| 구분     | 단체명 (설립일자)             | 대표자                | 주소          | 인정·해제일자   | 비고 |
| -------- | ----------------------------- | --------------------- | ------------- | --------------- | ---- |
| 보유단체 | 모전들소리보존회 (2010.07.01) | 김재수 (1958년생, 남) | 문경시 모전동 | 2020.04.09 지정 |      |

## 참고 문헌
- 문경 모전들소리 - 국가유산청 국가유산포털